# Ada Pometti
Ada Pometti (eigentlich Nunzia Agata Pometti; * 13. Mai 1942 in Catania, Sizilien) ist eine italienische Schauspielerin.
Pometti schloss am Centro Sperimentale di Cinematografia mit Diplom ab und debütierte 1968 beim Film in Tabula rasa und etablierte sich als Charakterdarstellerin in zahlreichen Genrefilme; manchmal auch unter den Namen Priscilla Benson und Ada Pomeroy. Bis 1975 spielte sie in fast vierzig Filmen kleinere Rollen – als C.S.C-Schauspielerin wurde sie manchmal aus gesetzlichen Gründen in winzigen Rollen besetzt –, danach bis 1985 noch regelmäßig. 1996 und 2007 war sie erneut zu sehen. Nach ihrer intensiven Zeit beim Film widmete sie sich zunächst einer Gesangskarriere, u. a. mit einem George-Gershwin-Programm, später dem Theater, wobei sie am „Teatro Stabile di Catania“ in ihrer Geburtsstadt Catania auftrat.

## Filmografie (Auswahl)
- 1971: Die neunschwänzige Katze (Il gatto a nove code)
- 1971: Lady Frankenstein (La figlia di Frankenstein)
- 1971: Lo chiamavano King
- 1971: Vier Fliegen auf grauem Samt (4 mosche di velluto grigio)
- 1972: Ein Halleluja für zwei linke Brüder (Jesse & Lester due fratelli in un posto chiamato Trinità)
- 1973: Corte marziale
- 1979: Disco Superstar (Disco delirio)
- 2012: Non me lo dire